# The Brotherhood (àlbum)
The Brotherhood és un àlbum del grup alemany de heavy metal, Running Wild. La cançó "The Ghost" és sobre Thomas Edward Lawrence, que era un oficial britànic durant la Revolta Àrab de 1916 a 1918.

## Cançons
1. "Welcome To Hell" – 4:36
2. "Soulstrippers" – 4:49
3. "The Brotherhood" – 6:51
4. "Crossfire" – 4:28
5. "Siberian Winter" – 6:29
6. "Detonator" – 3:53
7. "Pirate Song" – 3:18
8. "Unation" – 5:50
9. "Dr. Horror" – 4:55
10. "The Ghost" (T. E. Lawrence) – 10:22
11. "Powerride" (Bonus) – 4:26
12. "Faceless" (Bonus) – 4:27

Totes les cançons per Rolf Kasparek

## Membres
- "Rock 'n'" Rolf Kasparek - veu, guitarra
- Peter Pichl - baix
- Angelo Sasso - bateria